# 배드 랜드
《배드 랜드》(언어 오류(悪い土地): {{{2}}})는 2023년 9월 29일에 공개한 일본 영화이다.

## 출연

### 주연
- 안도 사쿠라 : 네리 역
- 야마다 료스케 : 조 역

### 조연
- 나마세 카츠히사
- 요시하라 미츠오
- 오오바 야스마사
- 후치카미 야스시
- 텐도 요시미
- 에구치 노리코
- 우자키 류도
- 마에다 코키
- 이토 코이치